# Le Trombinoscope
Pour les articles homonymes, voir Le Trombinoscope (homonymie).
Le Trombinoscope est un annuaire professionnel du monde politique français, en deux tomes, créé en 1981 par Félix Colin, journaliste parlementaire, et publié par Trombimedia.

## Histoire

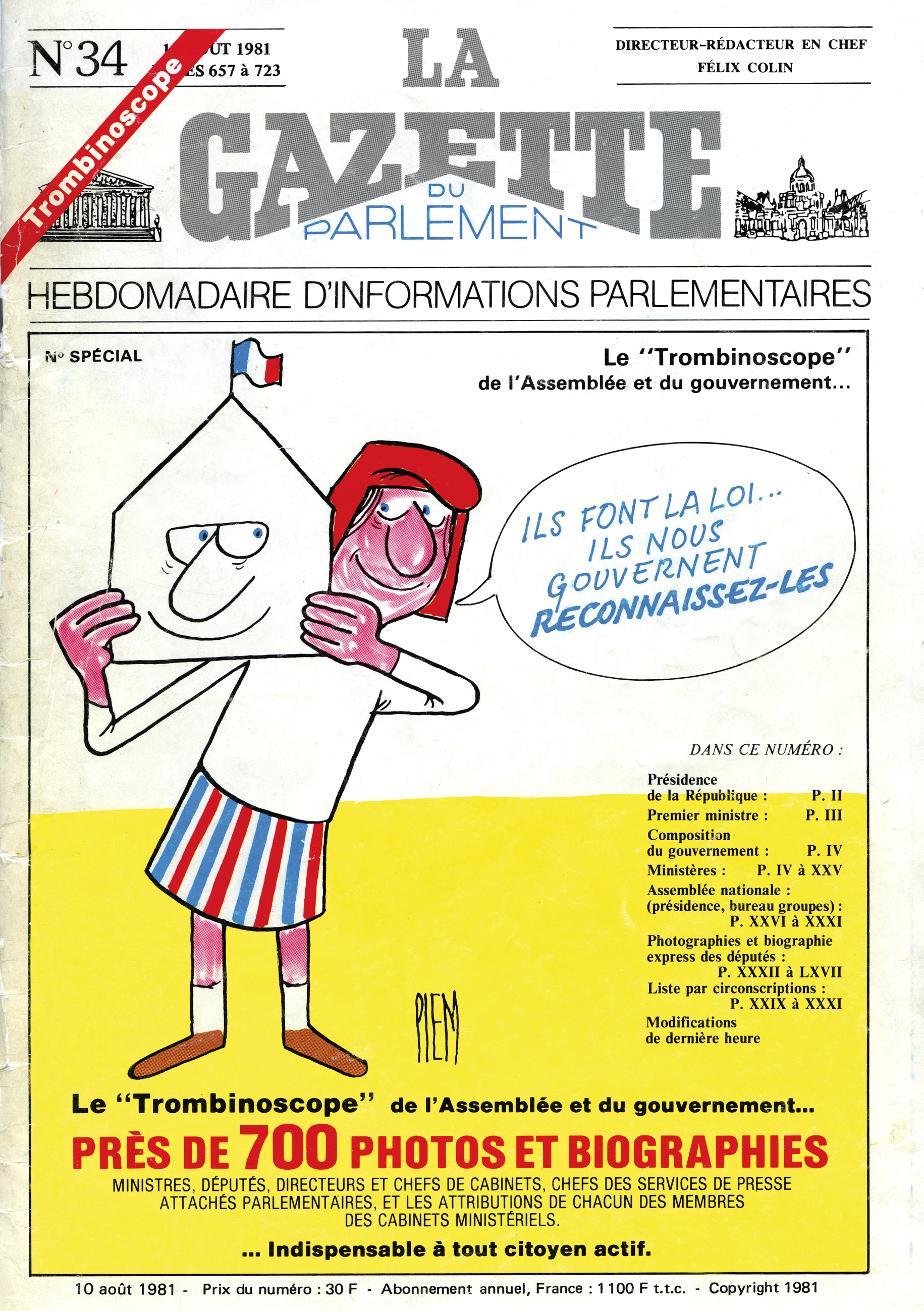
Première édition du Trombinoscope, éditée par Felix Colin.

En 1981, Félix Colin, journaliste parlementaire, crée Le Trombinoscope, le tome « Parlement, Gouvernement & Institutions ».
Entre 1991 et 1992, avec la loi relative à l'administration territoriale de la République, renforçant la décentralisation, la déconcentration et la coopération locale, le tome « Régions, Départements & Communes » voit le jour.
En 1992, est créée la « Cérémonie du Trombinoscope » appelée « Trombinoscope d'or » à ses débuts, qui récompense les personnalités politiques françaises pour leur engagement politique. Cette cérémonie a lieu aujourd'hui à Paris à l'Hôtel de Lassay, la résidence du président de l'Assemblée nationale. Depuis, plus de 200 prix ont été décernés à des personnalités politiques françaises et européennes.
Le Trombinoscope « Union européenne » est créé en 2000. En 2006, paraît la première édition du tome « Santé » qui présente les 600 acteurs principaux du système de santé en France et en 2019 est édité pour la première fois Le Trombinoscope de l'Énergie.
En 2023, Le Trombinoscope a été racheté par Alexandre Farro et est devenu une marque du groupe Trombimedia.
Depuis 2023, une nouvelle cérémonie a vu le jour : « Le Grand Prix du Trombinoscope des Territoires », qui a entamé sa tournée nationale en commençant par la région du Grand Est. Cette cérémonie a pour objectif de récompenser l'engagement politique au niveau régional dans toutes les régions de France.

## Principe

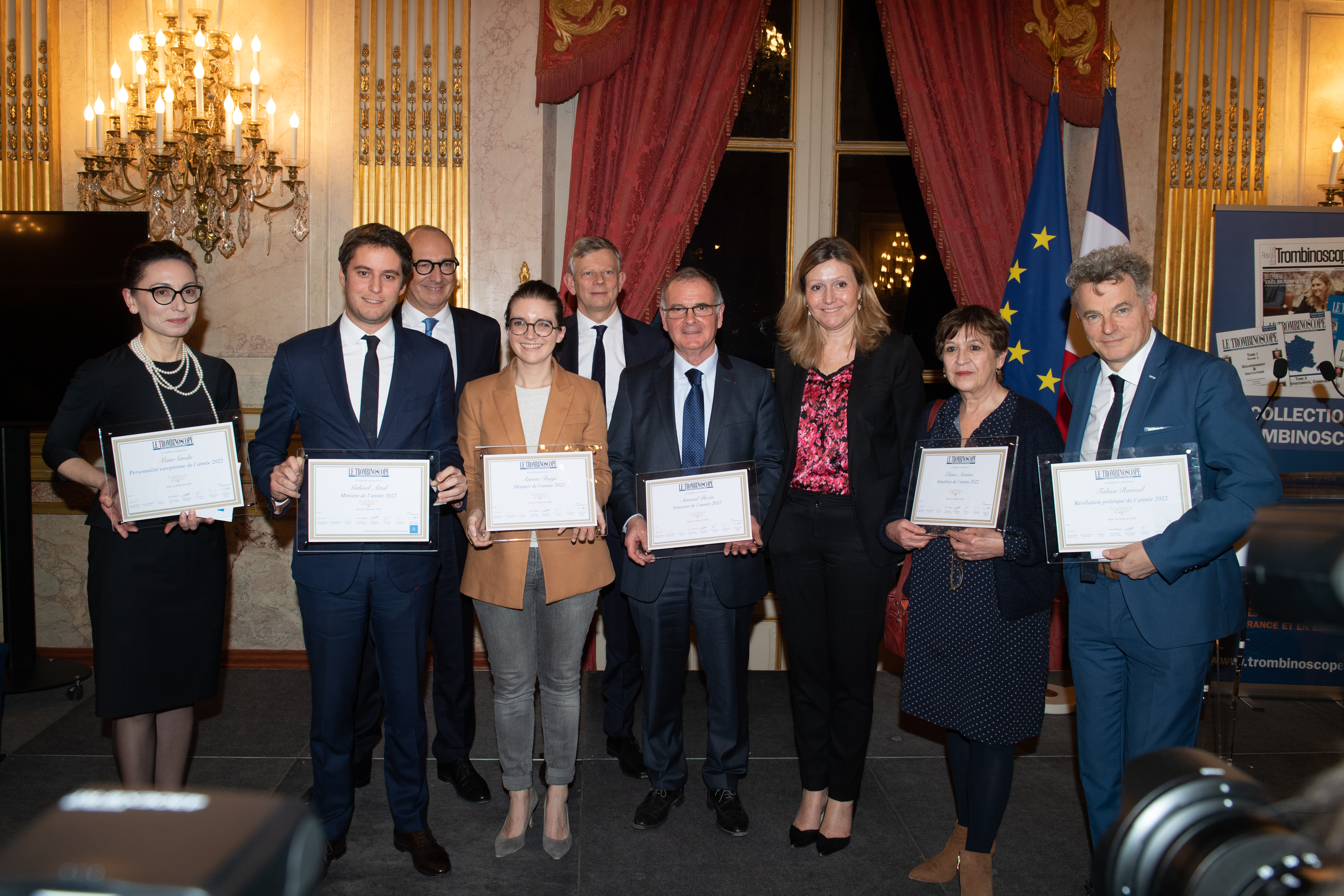
Lauréats de la du Trombinoscope.

Les Tomes du Trombinoscope sont mis à jour chaque année et contiennent les biographies et les coordonnées de l'ensemble des politiques en France.
Le Trombinoscope décerne chaque année à l'Assemblée nationale plusieurs prix : personnalité politique de l'année, ministre de l'année, révélation politique de l'année, député de l'année, sénateur de l'année, élu local de l'année, européen de l'année.
Ces récompenses « saluent l'action et le professionnalisme de personnalités politiques qui se sont particulièrement illustrées durant l'année écoulée dans le cadre de leur mandat ou de leur fonction ».
Trombimedia publie également La Revue du Trombinoscope, une revue d'information professionnelle du monde politique, mensuelle, tirée à 15 000 exemplaires. 

## Palmarès de la Cérémonie du Trombinoscope (nationale)[11]
| No | Année | Révélation politique de l'année   | Élu local de l'année                                  | Ministre de l'année        | Personnalité politique de l'année     | Européen de l'année                        | Député de l'année                   | Sénateur de l'année                              |
| -- | ----- | --------------------------------- | ----------------------------------------------------- | -------------------------- | ------------------------------------- | ------------------------------------------ | ----------------------------------- | ------------------------------------------------ |
| 1  | 1992  | Philippe Séguin                   | Catherine Trautmann                                   | Dominique Strauss-Kahn     | Bernard Kouchner                      | Simone Veil                                | -                                   | -                                                |
| 2  | 1993  | Nicolas Sarkozy                   | Pierre Mauroy                                         | Alain Juppé                | Edouard Balladur                      | Elisabeth Guigou                           | -                                   | -                                                |
| 3  | 1994  | Philippe de Villiers              | Patrick Braouzec                                      | François Bayrou            | François Mitterrand                   | Jean François-Poncet                       | -                                   | -                                                |
| 4  | 1995  | Lionel Jospin                     | Olivier de Chazeaux                                   | Jacques Barrot             | Helmut Kohl                           | Helmut Kohl                                | -                                   | -                                                |
| 5  | 1996  | François Hollande                 | Bruno Le Roux                                         | Philippe Vasseur           | Philippe Séguin                       | Emma Bonino                                | -                                   | -                                                |
| 6  | 1997  | Claude Allègre                    | Jean-Louis Borloo                                     | Jean-Claude Gayssot        | Lionel Jospin                         | Jean-Claude Juncker                        | -                                   | -                                                |
| 7  | 1998  | Daniel Cohn-Bendit                | Raymond Barre                                         | Jean-Pierre Chevènement    | Jacques Chirac                        | Yves-Thibault de Silguy                    | -                                   | -                                                |
| 8  | 1999  | Michèle Alliot-Marie              | Dominique Baudis                                      | Jean Glavany               | Valéry Giscard d'Estaing              | Bernard Kouchner                           | -                                   | -                                                |
| 9  | 2000  | Marylise Lebranchu                | Christophe Priou                                      | Jean-Claude Gayssot        | Valéry Giscard d'Estaing              | Joschka Fischer                            | -                                   | -                                                |
| 10 | 2001  | Bernadette Chirac                 | Bertrand Delanoë                                      | Laurent Fabius             | Jean-Pierre Chevènement               | Tony Blair                                 | -                                   | -                                                |
| 11 | 2002  | Olivier Besancenot                | Brigitte Le Brethon                                   | Nicolas Sarkozy            | Jean-Pierre Raffarin                  | Valéry Giscard d’Estaing                   | -                                   | -                                                |
| 12 | 2003  | • Jean-Louis Debré • Malek Boutih | Emile Zuccarelli                                      | Dominique de Villepin      | Nicolas Sarkozy                       | Pascal Lamy                                | Maurice Leroy                       | Philippe de Gaulle                               |
| 13 | 2004  | Hervé Gaymard                     | Jean-Paul Huchon                                      | Jean-Louis Borloo          | François Hollande                     | Bronisław Geremek                          | • Nadine Morano • Gaëtan Gorce      | Bariza Khiari                                    |
| 14 | 2005  | Ségolène Royal                    | Manuel Valls                                          | Michèle Alliot-Marie       | Dominique de Villepin                 | Jean-Claude Juncker                        | Laurent Fabius                      | Jean-Pierre Raffarin                             |
| 15 | 2006  | Nicolas Hulot                     | François Rebsamen                                     | Xavier Bertrand            | Jacques Chirac                        | Massimo D'Alema                            | • Philippe Houillon • André Vallini | Alain Lambert                                    |
| 16 | 2007  | Rachida Dati                      | • Alain Juppé • Jean-Marc Ayrault                     | Xavier Bertrand            | Nicolas Sarkozy                       | Angela Merkel                              | Pierre Moscovici                    | Robert Badinter                                  |
| 17 | 2008  | Benoît Hamon                      | Gérard Collomb                                        | Jean-Louis Borloo          | Martine Aubry                         | Nicolas Sarkozy                            | Jean-François Copé                  | Gérard Larcher                                   |
| 18 | 2009  | • Cécile Duflot • Chantal Jouanno | Stéphane Gatignon                                     | Christine Lagarde          | Daniel Cohn-Bendit                    | Herman Van Rompuy                          | Didier Migaud                       | Gérard Longuet                                   |
| 19 | 2010  | Jean-Luc Mélenchon                | Bruno Retailleau                                      | Nathalie Kosciusko-Morizet | François Fillon                       | Jean-Claude Trichet                        | Jérôme Cahuzac                      | Jean Arthuis                                     |
| 20 | 2011  | Arnaud Montebourg                 | Jean-Christophe Fromantin                             | Alain Juppé                | • François Hollande • Nicolas Sarkozy | Mario Monti                                | Gilles Carrez                       | Nicole Bricq                                     |
| 21 | 2012  | Najat Vallaud-Belkacem            | Samia Ghali                                           | Manuel Valls               | François Hollande                     | Mario Draghi                               | Jean-Louis Borloo                   | Philippe Marini                                  |
| 22 | 2013  | Bruno Le Maire                    | Jean Lassalle                                         | Jean-Yves Le Drian         | Christiane Taubira                    | Michel Barnier                             | Nicolas Dupont-Aignan               | François Rebsamen                                |
| 23 | 2014  | Emmanuel Macron                   | Steeve Briois                                         | Ségolène Royal             | Manuel Valls                          | Matteo Renzi                               | Laurent Baumel                      | Gérard Larcher                                   |
| 24 | 2015  | Valérie Pécresse                  | Natacha Bouchart                                      | Laurent Fabius             | Jean-Yves Le Drian                    | Aléxis Tsípras                             | • Éric Ciotti • Patrick Mennucci    | Bruno Retailleau                                 |
| 25 | 2016  | Emmanuel Macron                   | Xavier Bertrand                                       | Bernard Cazeneuve          | François Fillon                       | Federica Mogherini                         | Thierry Solère                      | Didier Guillaume                                 |
| 26 | 2017  | Christophe Castaner               | Gilles Simeoni                                        | Jean-Michel Blanquer       | Nicolas Hulot                         | -                                          | Amélie de Montchalin                | • Catherine Troendlé • Esther Benbassa           |
| 27 | 2018  | Marlène Schiappa                  | • Dominique Bussereau • François Baroin • Hervé Morin | Agnès Buzyn                | Xavier Bertrand                       | -                                          | Marc Fesneau                        | Philippe Bas                                     |
| 28 | 2019  | Emmanuelle Wargon                 | Catherine Arenou (d)                                  | Gérald Darmanin            | Yannick Jadot                         | • Ursula von der Leyen • Christine Lagarde | Aurélien Pradié                     | Patrick Kanner                                   |
| 29 | 2020  | Éric Dupond-Moretti               | Michaël Delafosse                                     | Bruno Le Maire             | Anne Hidalgo                          | Angela Merkel                              | Patrick Mignola                     | • Nathalie Delattre • Jacqueline Eustache-Brinio |
| 30 | 2021  | Sandrine Rousseau                 | Carole Delga                                          | Sophie Cluzel              | Valérie Pécresse                      | Stéphane Séjourné                          | Yaël Braun-Pivet                    | Claude Malhuret                                  |
| 31 | 2022  | Fabien Roussel                    | David Lisnard                                         | Gabriel Attal              | Élisabeth Borne                       | Maia Sandu                                 | Aurore Bergé                        | • Éliane Assassi • Arnaud Bazin                  |
| 32 | 2023  | Nicolas Mayer-Rossignol           | Marie-Hélène Thoraval                                 | Gabriel Attal              | • Yaël Braun-Pivet • Gérard Larcher   | Donald Tusk                                | Sacha Houlié                        | Hervé Marseille                                  |
| 33 | 2024  | Marine Tondelier                  | Karim Bouamrane                                       | Astrid Panosyan-Bouvet     | Bruno Retailleau                      | Raphaël Glucksmann                         | Jean-Philippe Tanguy                | • Étienne Blanc • Jérôme Durain                  |

## Palmarès Prix du Trombinoscope des territoires (régional)[9]
| Année Région   | Personnalité de l'année | Parlementaire de l'année | Conseillère régionale de l'année | Président du conseil départemental de l'année | Révélation de l'année | Maires de l'année                                             | Prix spéciaux du jury                          | Prix de soutien |
| -------------- | ----------------------- | ------------------------ | -------------------------------- | --------------------------------------------- | --------------------- | ------------------------------------------------------------- | ---------------------------------------------- | --------------- |
| 2023 Grand Est | Franck Leroy            | Isabelle Rauch           | Valérie Debord                   | Patrick Weiten                                | Thibaud Philipps (d)  | • Michel Fournier • Didier Herbillon (d) • Murielle Fabre (d) | • Jean-Marc Guillemet • Philippe Buron-Pilâtre | Cécile Kohler   |

## Composition du jury national
La revue sollicite chaque année les journalistes de la presse écrite et télévisuelle qui font part de leurs propositions. Le jury est constitué de sept journalistes politiques :
- Jury 2012[22] :
  - Arlette Chabot - Europe 1 (présidente du jury)
  - Christophe Barbier - L'Express
  - Bruno Dive - Sud Ouest
  - Laurent Joffrin - Le Nouvel Observateur
  - Gilles Leclerc - Public Sénat
  - Paul-Henri du Limbert (d) - Le Figaro
  - Alberto Toscano - Club de la presse européenne
- Jury 2013[23] et 2014[24] :
  - Arlette Chabot - Europe 1 (présidente du jury)
  - Christophe Barbier - L'Express
  - Hubert Coudurier - Le Télégramme
  - Laurent Joffrin - Le Nouvel Observateur / L'Obs
  - Gilles Leclerc - Public Sénat
  - Paul-Henri du Limbert (d) - Le Figaro
  - Alberto Toscano - Club de la presse européenne
- Jury 2020[25] :
  - Christophe Barbier - BFM TV (président du jury)
  - Jean-Pierre Gratien (d) - LCP - Assemblée nationale
  - Emmanuel Kessler - Public Sénat
  - Sonia Mabrouk - Europe 1 / CNews
  - Nathalie Schuck (d) - Le Point
  - Yves Thréard - Le Figaro
  - Ludovic Vigogne - L'Opinion
- Jury 2021[26] :
  - Christophe Barbier (président du jury)
  - Nathalie Mauret (d) - Groupe EBRA
  - Sonia Mabrouk - Europe 1 / CNews
  - Yves Thréard - Le Figaro
  - Ludovic Fau (d) - LCP - Assemblée nationale
  - Christopher Baldelli - Public Sénat
  - Ludovic Vigogne - L'Opinion
- Jury 2022[22] :
  - Christophe Barbier - Président du jury
  - Ludovic Fau (d) - LCP - Assemblée nationale
  - Sonia Mabrouk - Europe 1, CNews
  - Yves Théard - Le Figaro
  - Ludovic Vigogne - L'Opinion
  - Christopher Baldelli - Public Sénat
  - Nathalie Mauret (d) - Groupe EBRA
- Jury 2023[22] :
  - Christophe Barbier - Président du jury
  - Bertrand Delais - LCP - Assemblée nationale
  - Sonia Mabrouk - Europe 1, CNews
  - Yves Théard - Le Figaro
  - Ludovic Vigogne - La Tribune
  - Christopher Baldelli - Public Sénat
  - Nathalie Mauret (d) - Groupe EBRA
  - Monique Canto-Sperber - Les Entretiens de Royaumont

## Polémiques et critiques
En 2015, la cérémonie est marquée par l'absence de plusieurs personnalités et les réticences de certains membres du jury lors la remise du prix de « l'élu local de l'année » à Steeve Briois, maire FN d'Hénin-Beaumont. Pour Marc Endeweld, du magazine Marianne, il s'agit d'un « fiasco ». Dans un entretien donné au Figaro, Jean-François Kahn considère que « le principe même d'un prix du Trombinoscope est déjà très con », à la suite de l'attribution du prix de « l'élu local de l'année » à Steeve Briois.
De même pour la remise des prix de 2016, malgré le contexte politique marqué par le « Pénélope Gate », l'ex-Premier ministre, député de Paris et surtout candidat Les Républicains à la présidentielle François Fillon reçoit le 2 février 2017 le 25e prix de « la personnalité politique de l'année ». Dans un communiqué repris par France Info, Le Trombinoscope justifie son choix en expliquant qu'avec une carrière « en constante progression depuis son élection à l'Assemblée nationale en 1981, François Fillon s'installe dans la posture de l'éternel second. Jusqu'à sa victoire à la primaire de la droite et du centre ». La clé d'un tel succès : « la conversion au travail, la conversion au libéralisme et enfin, la conversion identitaire », ajoute l'annuaire. Le lauréat n'est pas présent à la cérémonie, c'est l'un de ses proches, Bruno Retailleau, qui vient recevoir le prix à sa place. François Fillon avait déjà reçu ce prix en 2010 (il était alors Premier ministre sous Nicolas Sarkozy).
Autre incongruité relevée par Acrimed, le jury de cette année 2017, encore présidé par Arlette Chabot, et dans lequel on retrouve notamment Christophe Barbier (L'Express), Françoise Fressoz (Le Monde) et Nathalie Saint-Cricq (France 2), décide de consacrer Emmanuel Macron en lui remettant le prix de la « révélation politique de l'année ». Or Emmanuel Macron a déjà été récompensé en 2014 par Le Trombinoscope, et déjà pour le prix de la « révélation politique de l'année ».